# Brat 2
Brat 2 (ros. Брат 2) – rosyjski dramat sensacyjny z 2000 roku w reżyserii Aleksieja Bałabanowa, będący kontynuacją filmu Brat (1997). Obraz ten, podobnie jak jego poprzednik, stał się kasowym przebojem.

## Fabuła
Po opuszczeniu Petersburga Daniła Bagrow przyjeżdża do Moskwy na studia medyczne. Podczas wywiadu dla telewizji o wojnie w Czeczenii spotyka swoich starych kolegów z wojska - Kostię i Iliję. Kostia wyznaje, że jego brat bliźniak Dmitrij - hokeista grający w NHL – nie znając angielskiego podpisał niekorzystny dla siebie kontrakt, przez co większość pieniędzy za jego grę otrzymuje amerykański milioner Mennis, który jest biznesowym wspólnikiem szefa Kostii - Biełkina. Ludzie Biełkina zabijają Kostię, zaś Daniła postanawia rozprawić się z Biełkinem i Mennisem. W tym celu kontaktuje się ze swoim bratem Wiktorem i po zastraszeniu Biełkina lecą do Chicago. Choć Danile udaje się zastraszyć Mennisa i odzyskać należne Dmitrijowi pieniądze, przy okazji ratując rosyjską prostytutkę, to Wiktor wdaje się w krwawy konflikt z lokalną mniejszością ukraińską.

## Obsada
- Siergiej Bodrow jako Daniła Bagrow
- Wiktor Suchorukow jako Wiktor Bagrow, brat Daniły
- Siergiej Makowiecki jako Walentij Biełkin
- Aleksandr Djaczenko jako Konstantin Gromow i Dmitrij Gromow
- Gary Houston jako Mennis
- Kiriłł Pirogow jako Ilja Sietiewoj
- Aleksandr Karamnow jako Borys
- Ray Toller jako Ben Johnson
- Darja Lesnikowa jako Dasza
- Irina Sałtykowa jako ona sama
- Tatiana Zacharowa jako matka Wiktora i Daniły
- Konstantin Murzenko jako "Faszysta"
- Arkadij Zerki jako Kujbyszew

## Produkcja
Zdjęcia kręcono w Moskwie.